# Can Pardas
|  | No s'ha de confondre amb Can Pardàs. |

Can Pardas és una casa de Santa Pau (Garrotxa) inclosa a l'Inventari del Patrimoni Arquitectònic de Catalunya.

## Descripció
Està situat davant el castell residència dels barons de Santa Pau. Té un gran porxo que guarda la porta d'entrada principal. Aquesta està realitzada amb dovelles petites, amb el nom de la casa inscrit a la central: PARDAS, i una data: 1S82. Conserva també un senzill però elegant finestral de línies gòtiques ornamentat amb motius florals. Les finestres estan emmarcades amb carreus ben escairats.

## Història
Com totes les cases que formen la plaça porticada, deu la seva edificació a l'expansió propugnada pels barons de Santa Pau a la fi de l'època feudal. La noble família de Porqueres va ser tronc i arrel dels Santa Pau i després de la venda del castell de Porqueres per part de Ramon Ademar III al monestir de Banyoles s'establiran al castell que tenien a Santa Pau. És en aquest moment, al 1250, quan s'inicia la història baronial de Santa Pau i quan s'inicia també una gran tasca constructiva que durarà molts segles.